# (16415) 1987 QE7
A (16415) 1987 QE7 a Naprendszer kisbolygóövében található aszteroida. Paul Wild fedezte fel 1987. augusztus 21-én.